# Токко (село)
Токко (якут. Токко) — село в Олёкминском районе Республики Саха (Якутия) России. Административный центр Жарханского национального наслега.

## География
Село находится в юго-западной части Якутии, на правом берегу реки Чара, на расстоянии примерно 52 км (по прямой) к юго-западу от Олёкминска, административного центра района. Абсолютная высота — 157 м над уровнем моря.
Климат
Климат характеризуется как резко континентальный. Средняя температура воздуха самого тёплого месяца (июля) составляет 18 °C; самого холодного (января) — −30 − −35 °C. Среднегодовое количество атмосферных осадков составляет 200—300 мм. 29 августа 1976 года в Токко наблюдался уникальный для конца лета вынос жары с юга, температура повысилась до +33 °С, что по жаркости стало самой поздней летней датой столь высокого зноя. Самая низкая температура в Токко отмечалась 21-22 января 1996 года, понизившись до −61.1 °С и −60.8°С, среднесуточная температура при этом составила −55.7 °С и −55.5 °С.
Часовой пояс
Село Токко находится в часовой зоне МСК+6. Смещение применяемого времени относительно UTC составляет +9:00.

## История
В 1936—1953 годах Токко было центром Токкинского района.

## Население
| 1939 | 2002 | 2010  | 2021 |
| ---- | ---- | ----- | ---- |
| 142  | ↗978 | ↗1072 | ↘772 |

Половой состав
По данным Всероссийской переписи населения 2010 года в гендерной структуре населения мужчины составляли 49,8 %, женщины — соответственно 50,2 %.
Национальный состав
Согласно результатам переписи 2002 года, в национальной структуре населения якуты составляли 66 % из 978 чел.

## Улицы
| - ул. Аммосова, - ул. Гагарина, - ул. Заложная, - ул. Кирова, | - ул. Колхозная, - ул. Лесная, - ул. Молодёжная, - ул. Набережная, | - ул. Новая, - ул. Новопортовская, - ул. Озёрная, - ул. Ойунского, | - ул. Октябрьская, - пер. Октябрьский, - ул. Пионерская, - ул. Станционная. |